# Álvaro Barrios
Álvaro Barrios Vásquez (Cartagena de Indias, 27 de octubre de 1945) es un artista conceptual y dibujante colombiano.

## Primeros años
Desde los seis meses de edad vive en Barranquilla, a la que considera su ciudad natal. Estudió la primaria y la secundaria en esta ciudad e ingresó a la Universidad del Atlántico para estudiar arquitectura, carrera que abandonó para estudiar Historia del Arte en Perugia y Venecia, Italia; cabe anotar que desde los ocho años estudió pintura y dibujo en la Escuela de Artes de Barranquilla.

## Obra
En 1966 fue lanzado como artista por Marta Traba en una exposición en Bogotá, consistente en dibujos basados en la tira cómica Dick Tracy. En 1968, su obra "Espacios ambientales" se convirtió en la primera muestra de arte conceptual en Colombia. A partir de entonces su obra se ha caracterizado por el dibujo, el grabado, el collage y la fotografía, siguiendo con la tendencia de recrear tiras cómicas y obras de arte reconocidas.
Barrios está considerado como uno de los artistas más versátiles y singulares del mundo artístico colombiano.